# Mysidia neonebulosa
Mysidia neonebulosa är en insektsart som beskrevs av Frederick Arthur Godfrey Muir 1918. Mysidia neonebulosa ingår i släktet Mysidia och familjen Derbidae. Inga underarter finns listade i Catalogue of Life.